# Miguel Hidalgo (Chihuahua)
Miguel Hidalgo es una localidad del estado mexicano de Chihuahua. Es parte del municipio de Delicias.

## Toponimia
El nombre de la localidad rinde homenaje a Miguel Hidalgo, héroe de la Independencia de México y considerado Padre de la patria.

## Demografía
| Gráfica de evolución demográfica |
|                                  |

| Censo | Población |
| ----- | --------- |
| 1970  | 681       |
| 1980  | 1 429     |
| 1990  | 2 584     |
| 2000  | 2 917     |
| 2010  | 2 850     |
| 2020  | 2 663     |